# Parafia św. Maksymiliana Kolbe w Janikowie
Parafia św. Maksymiliana Kolbe w Janikowie – jedna z 9 parafii rzymskokatolickich dekanatu kozienickiego diecezji radomskiej.

## Historia
Kościół św. Maksymiliana powstał w 1983. Trzy lata później został znacznie rozbudowany i powiększony, według projektu arch. Tadeusza Derlatki z Radomia, staraniem parafian i ks. Krzysztofa Przybysia. Parafię erygował 1 sierpnia 1988 bp Edward Materski z wydzielonego terenu parafii Świętego Krzyża w Kozienicach. Kościół był zbudowany z czerwonej cegły.

## Proboszczowie
- 1986–1990 – ks. Krzysztof Przybyś
- 1990–1993 – ks. Kazimierz Rak
- 1993–1995 – ks. Czesław Sudoł
- 1995–2015 – ks. Jerzy Dąbrowski
- od 2015 – ks. Tomasz Gaik

## Zasięg parafii
Do parafii należą wierni z miejscowości: Janików, Janików-Folwark, Psary, Ruda, Śmietanki.